# Trigonisca buyssoni
Trigonisca buyssoni är en biart som först beskrevs av Heinrich Friese 1902.  Trigonisca buyssoni ingår i släktet Trigonisca och familjen långtungebin. Inga underarter finns listade i Catalogue of Life.